# Ruselli Hartawan

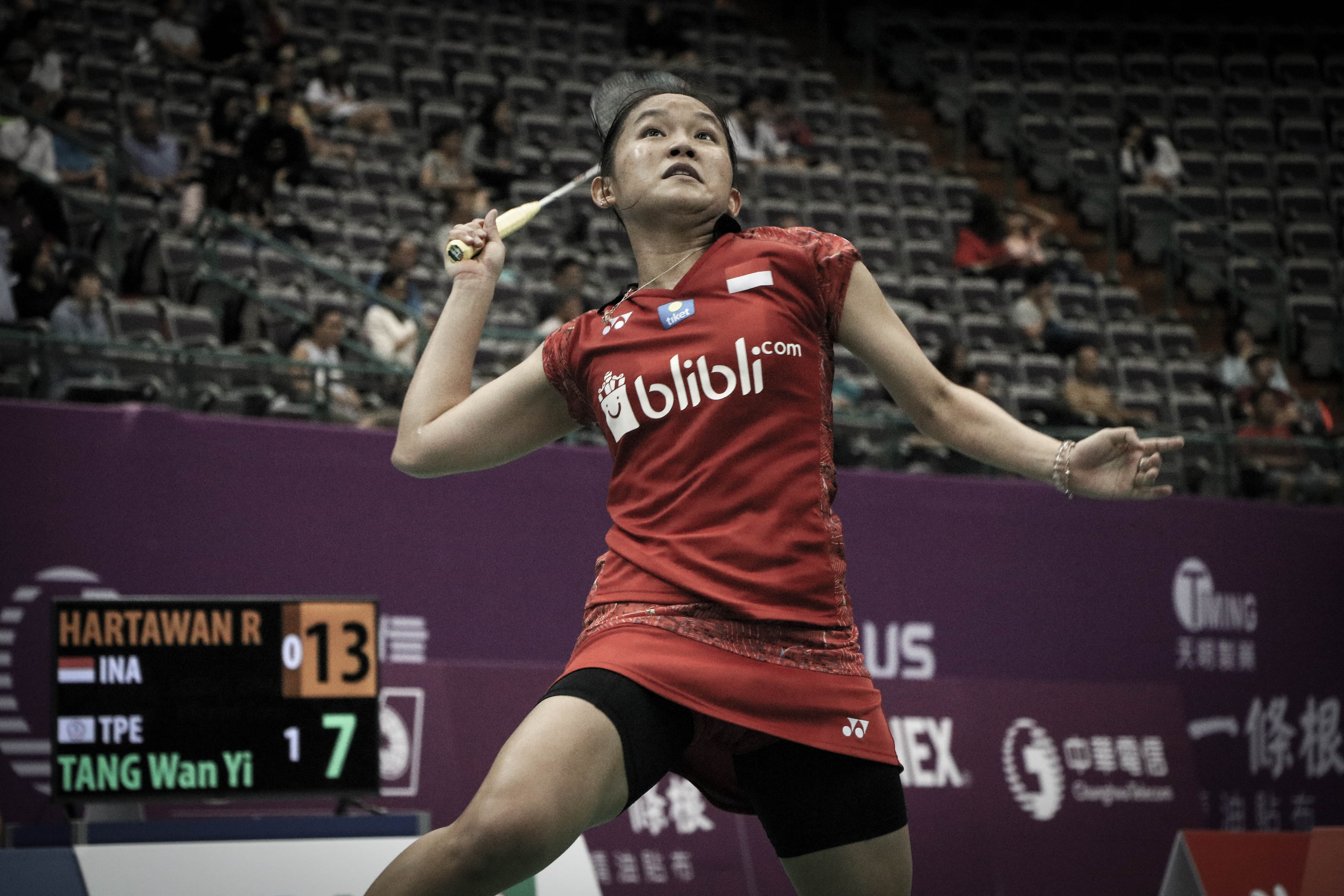
Ruselli Hartawan

Ruselli Hartawan (* 27. Dezember 1997 in Jakarta) ist eine indonesische Badmintonspielerin.

## Karriere
Ruselli Hartawan nahm 2012, 2013 und 2014 an den Badminton-Juniorenweltmeisterschaften teil. 2014 startete sie auch bei den Olympischen Jugend-Sommerspielen. Beim Walikota Surabaya Cup 2013 belegte sie Rang drei, beim Indonesia Open Grand Prix Gold 2014 und der Bahrain International Challenge 2014 jeweils Rang zwei im Einzel.